# Historia. Pismo młodych historyków
Historia. Pismo młodych historyków – periodyk wydawany nieregularnie od 1993 do 1997 roku w Krakowie. Wydawcą było Stowarzyszenie Kół Naukowych Historyków Studentów, od roku 1996 Towarzystwo Naukowe Młodych Historyków „Societas Vistulana”. Redaktorem naczelnym był Andrzej Marzec, jego zastępcą Piotr Węcowski. Publikowane w nim były: artykuły naukowe i recenzje studentów  historii oraz młodszych pracowników naukowych UJ i UW. 